# Joan Illa Morell
Joan Illa Morell   (Granollers, 10 de gener de 1946 - Granollers, 21 de desembre de 2021), conegut popularment per JIM, fou un artista i dinamitzador cultural granollerí amb propostes atrevides i eclèctiques, proper al surrealisme. Freqüentà Salvador Dalí amb qui va organitzar el happening Viatge a l’Alta Mongòlia el 19 d'agost del 1974 a Granollers. Va organitzar el Congrés Internacional de Happenings de l'any 1976.

## Biografia
L’any 1971 va ser director del Centro de Iniciativas y Turismo (CIT) a Granollers, entitat a través de la qual va organitzar la primera Mostra Internacional d'Art Homenatge a Joan Miró (15 de Maig - 15 de Setembre 1971). Hi van participar Joan Ponç, Antoni Tàpies, Josep Guinovart, Albert Ràfols-Casamada, Antonio Saura, Manolo Millares, entre d'altres. Paral·lelament es va organitzar la Mostra d'Art Jove amb la participació, entre d'altres, d'un jove Jordi Benito, Ferran García Sevilla i Carlos Pazos–, així com el Festival de Música Progressiva de Granollers al camp de futbol de Palou, els dies 22 i 23 de Maig en el context de les Fires i Festes de l’Ascensió. Fou el primer festival de rock a l’aire lliure mai dut a terme a l'Estat espanyol. Vint hores ininterrompudes de música en directe amb la presència de bandes tan llegendàries com Smash, Màquina!, Fusioon, Tapiman, Sisa, Pan & Regaliz o els Family de Roger Chapman.
L’any 1973 va promoure dos concerts que King Crimson van oferir el mes de novembre a l’antic Palau Municipal d’Esports de Granollers, amb implicació d’un jove Gay Mercader.
L’any 1974 els anglesos Soft Machine, màxims representants de l’escena de Canterbury, també van actuar a l’antic pavelló municipal d’esports.
A partir de l'any 1974 Joan Illa Morell es va autodenominar El Quixot del Happening, amb propostes artístiques centrades en la participació del públic. Des del Centre d'Iniciatives Turístiques (CIT) va organitzar l'esdeveniment Granollers Happening d'Eduard Arranz-Bravo i Rafael Bartolozzi (23 de maig de 1974). Aquest mateix any arriba el punt àlgid: Granollers Happening Alta Mongòlia (19 d'agost de 1974) amb Salvador Dalí com a mestre de cerimònia, coincidint amb l'enregistrament d'un programa de televisió alemanya amb el mateix títol.
Dos anys després organitza el Congrés Internacional de Happenings de Granollers (Casa de Cultura, 26, 27 i 28 de març de 1976). El congrés, pioner a tot l’estat espanyol, va ser organitzat pel Centre d'Iniciatives i Turisme (CIT), i va incloure 5 conferències sobre la Història del happening a França per Jean Clarence Lambert, Anglaterra per Julie Lawson, Espanya per Daniel Giralt-Miracle, Itàlia per Gillo Dorfles i Alemanya per Dietrich Mahlow.